# Ballonerbse

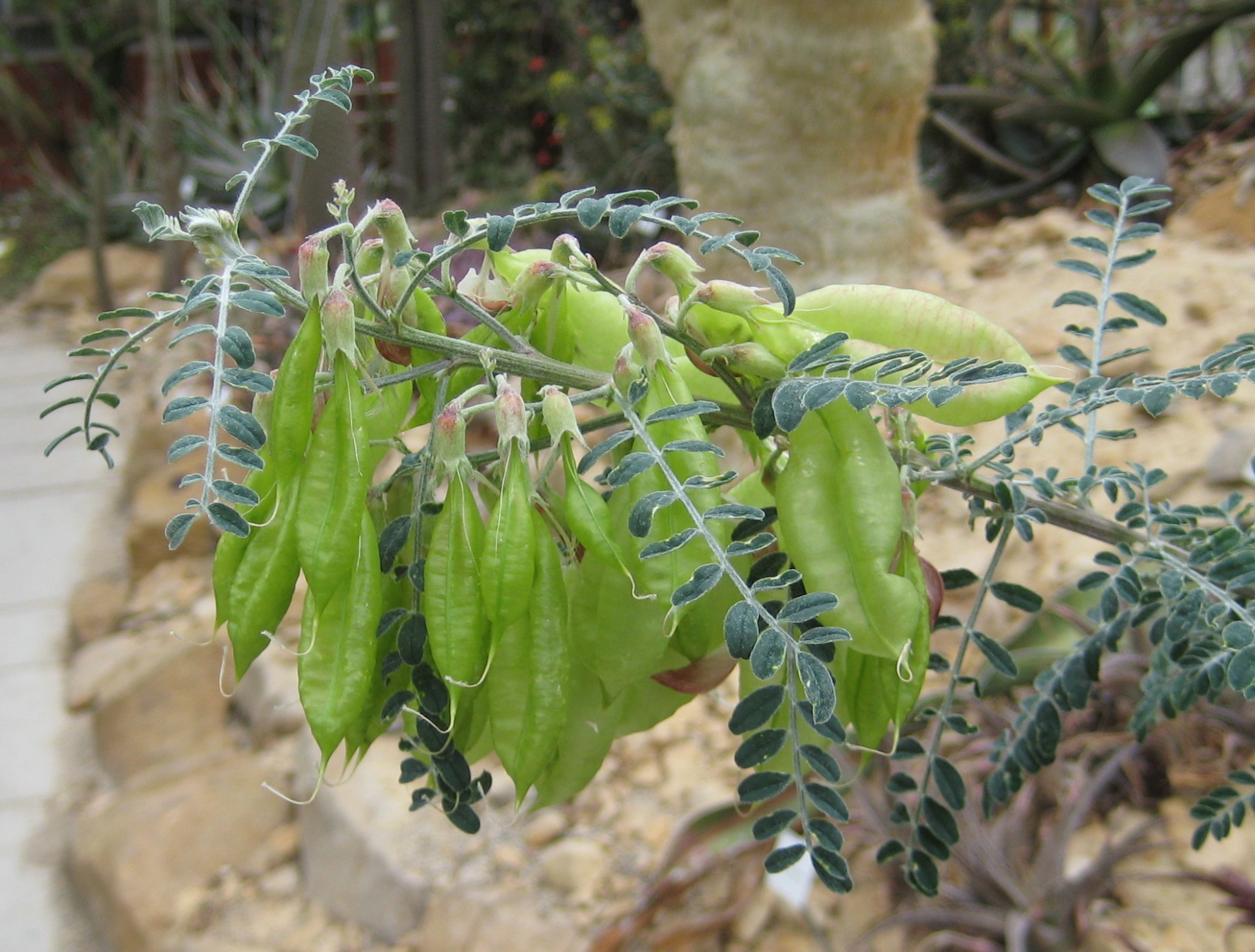
Früchte an Lessertia frutescens

Die Ballonerbse (Lessertia frutescens, Syn.: Colutea frutescens L., Sutherlandia frutescens (L.) R. Br.) ist eine Pflanzenart aus der Unterfamilie Schmetterlingsblütler (Faboideae) in der Familie der Hülsenfrüchtler (Fabaceae, Leguminosae).
Es ist eine traditionelle südafrikanische Heilpflanze, die in den letzten Jahren aufgrund ihres erfolgreichen Einsatzes als Tonikum bei AIDS- und Krebspatienten ein zunehmendes wissenschaftliches und öffentliches Interesse weckt.

## Erscheinungsbild
Bei Lessertia frutescens handelt es sich um einen immergrünen Halbstrauch, der Wuchshöhen von bis zu 1 m erreicht und  ausschließlich in den Wüsten des südlichen Afrikas (Südafrika, Namibia, Botswana) verbreitet ist. Die schmalen, leicht behaarten, silbrig erscheinenden Fiederblätter und die auffälligen roten Schmetterlingsblüten, in zahlreichen Büscheln angeordnet, weisen auf die Zugehörigkeit zur Familie der Hülsenfrüchtler hin. An den ballonartig aufgeblasenen, rot überlaufenen Fruchthülsen ist die Pflanze leicht zu erkennen.

## Vorkommen
Lessertia frutescens kommt ursprünglich im südlichen Afrika in Südafrika, Botswana, KwaZulu-Natal, Namibia, Lesotho und im Free State vor. In Australien, Kenia und Mexiko kommt sie eingeführt vor.
Lessertia ist eine Pionierpflanze, d. h., sie kann extreme Bedingungen ertragen und wächst als erste Art an Stellen, wo noch keine andere Pflanze gedeihen konnte. Dringen andere Pflanzenarten in diese Gebiete vor, verschwindet die Art.

## Taxonomie und Systematik
Die Ballonerbse wurde 1753 von Carl von Linné in Species Plantarum Band 2, Seite 723 als Colutea frutescens erstbeschrieben. Die Art wurde 2000 von Peter Goldblatt und John Charles Manning in Strelitzia Band 9 Seite 708 als Lessertia frutescens (L.) Goldblatt & J.C.Manning in die Gattung Lessertia gestellt. Ein Synonym ist Sutherlandia frutescens (L.) W.T.Aiton.
Man kann folgende Unterarten unterscheiden:
- Lessertia frutescens subsp. frutescens
- Lessertia frutescens subsp. microphylla (Burch. ex DC.) J.C.Manning & Boatwr.: Sie kommt in Namibia, Botswana, Südafrika, Lesotho und in Free State vor.
- Lessertia frutescens subsp. speciosa (E.Phillips & R.A.Dyer) J.C.Manning & Boatwr.: Sie kommt in Südafrika vor.

## Die Ballonerbse als Heilpflanze

### Traditionelle Nutzung
Die Einheimischen nutzen diese Art schon seit Jahrhunderten als vielfältig einsetzbares Heilmittel. Diese Pflanzenart wird von traditionellen Heilern zur Stärkung des körpereigenen Abwehrsystems bei den verschiedensten Krankheiten eingesetzt. So nennt das Volk der Sotho die Pflanze Lerumo-lamadi – „Speer des Blutes“, weil Sutherlandia das Blut reinigen und so den Körper kräftigen soll. Cancer-Bush (auf Deutsch: Krebsbusch, auf Afrikaans: kankerbos) ist ein anderer Name, unter dem die Pflanze in Südafrika bekannt ist.
Auch während der Grippeepidemie 1918 wurde die Pflanze eingesetzt und wird seitdem von dem Volk der Zulu Unwele genannt – „die wunderbare Medizin“.

### Inhaltsstoffe und Pharmakologie
Als Hauptinhaltsstoffe enthält Sutherlandia zahlreiche Aminosäuren, wie z. B. L-Canavanin, daneben D-Pinitol und Gamma-Aminobuttersäure (GABA), Saponine, Phenole, Tannine, Herzglykoside und mehrere Flavonoide. L-Canavanin, eine nichtproteinogene Aminosäure, fungiert als ein L-Arginin-Antagonist, verringert die Aufnahme essentieller Aminosäuren aus dem Darm und stört die Proteinbiosynthese. Die Zusammensetzung der Ballonerbsenzubereitungen unterliegt starken Variationen, die von genetischen Unterschieden, Anbauort, Jahreszeit, Erntemethode, verwendeten Pflanzenteilen und Verarbeitungsverfahren abhängen.

### Sicherheit
Gemäß den Richtlinien der Weltgesundheitsorganisation für die Bewertung pflanzlicher Arzneimittel wird die Droge als sicher eingestuft, da die Geschichte der sicheren Anwendung in Südafrika weit in die Vergangenheit zurückreicht. Es sind keine schweren unerwünschten Nebenwirkungen dokumentiert. Es existieren lediglich vereinzelte Berichte über einen leichten diuretischen Effekt, Durchfall, Verstopfung und trockene Mundschleimhaut nach Einnahme von Sutherlandia. L-Canavanine kann an Stelle von Arginin in Proteine eingebaut werden, was bei längerer Anwendung zu Autoimmunkrankheiten führen kann. So kann ein Lupus erythematodes auftreten. Darüber hinaus gibt es Einzelberichte über Fehlbildungen und Fehlgeburten.